# 文化生活一週間
『文化生活一週間』（ぶんかせいかついっしゅうかん、One Week）は、1920年公開のアメリカ合衆国のコメディ映画。サイレント、2巻（19分）。監督・脚本はバスター・キートンとエドワード・F・クライン。長年ロスコー・アーバックルと共に仕事をしていたキートンが単独で発表した最初の映画。実はその前に『キートンのハイ・サイン』を撮っていたが、出来が悪いと公開が見送られていた（翌年、キートンが怪我したので埋め合わせに公開された）。
1995年、ギタリストのビル・フリゼールがリリースした『バスター・キートンを聴け！(その弐) 《ハイ・サイン》《文化生活一週間》』は上記2作のサントラ。
2008年、アメリカ議会図書館は「文化的、歴史的、審美的に重要」なものとして『文化生活一週間』をアメリカ国立フィルム登録簿に保存した。
1974年、フランス映画社による「ハロー！キートン」第5弾として『キートンの恋愛三代記』の同時上映としてリバイバル公開された際には『キートンのマイホーム』と改題された。

## あらすじ
新婚の夫婦がマイホームを建てる一週間を描く。
月曜日、結婚する。

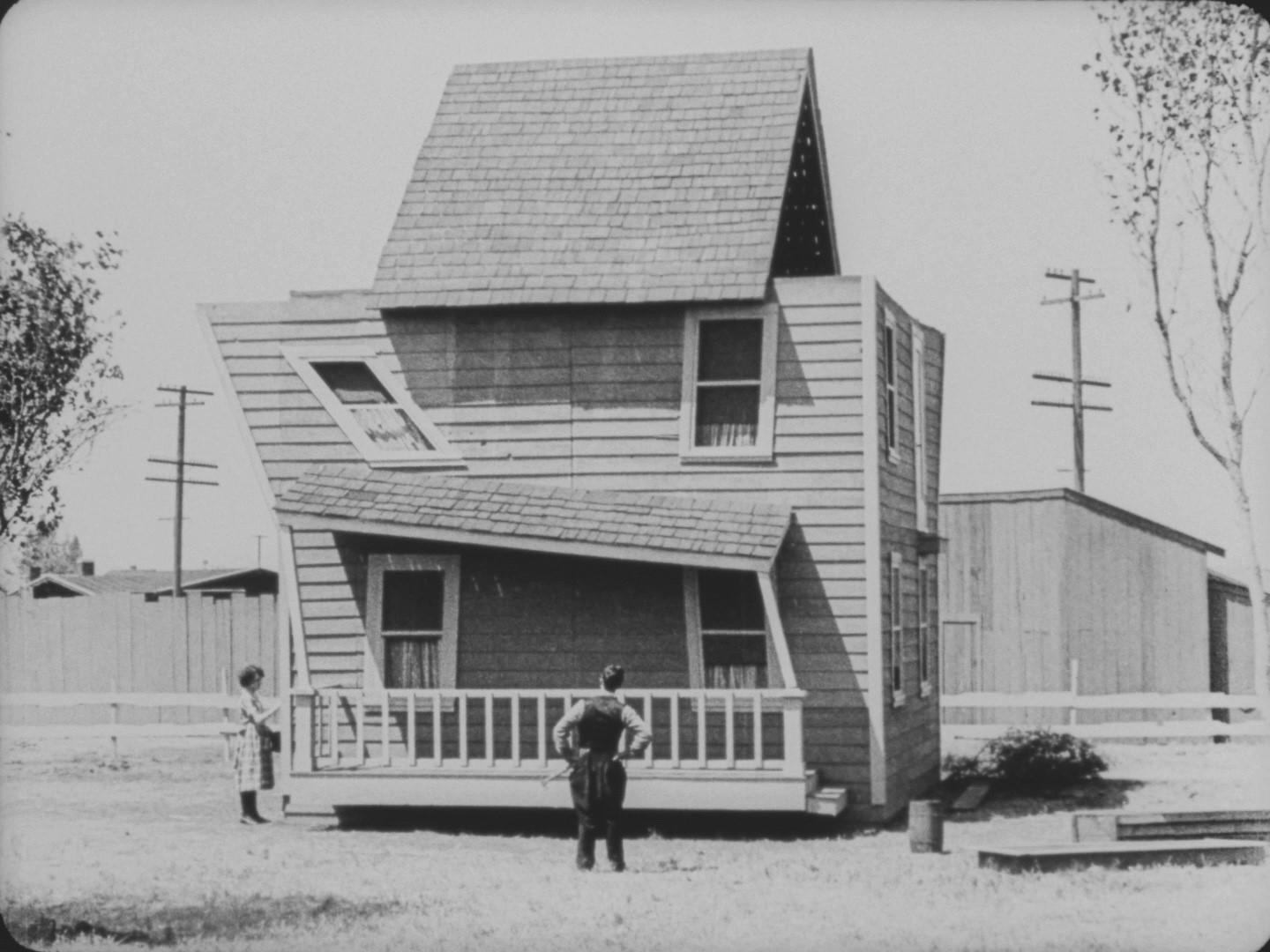
完成した家

火曜日、ポータブル家づくりキットで家を建てる。ライバルのいたずらでキットの番号が書き換えられる。
水曜日、ヘンテコリンな家ができあがる。ピアノを搬入。
木曜日、カーペットを貼る。妻の入浴中に煙突設置。
金曜日、めでたく家が完成し、客を招待。ところがその日は13日の金曜日。突然の嵐で大混乱となる。
土曜日、台風一過でほっとしていたら、建てる土地を間違えたことが発覚。
日曜日、通りを横切って家のお引越し。

## キャスト
出典：
- 花婿：バスター・キートン
- 花嫁：シビル・シーリー（英語版）
- ピアノ配送人：ジョー・ロバーツ
- ハンディ―・ハンク（恋敵）：不明

## 制作
- この映画はフォード・モーター製作がプレハブ住宅の解説のために作った『Home Made: A Story of Ready-Made House Building』（1919年）（#外部リンク参照）という短編ドキュメンタリーのパロディである。結婚式、フォード・モデルT、日めくりカレンダーは元ネタの映画にあったもの[8]。
- 嵐で家がぐるぐる回転したり、列車が衝突したりするのは、模型でなく実物で撮影した[7]。家はターンテーブルの上に建てて回転させた[7]。
- 浴室に落ちたり、二階からの転落したりするシーンではキートンは負傷。腕と背中が腫れ上がり、フィジカルトレーナーのアル・ギルモアは、温水/冷水シャワーを浴びせたり、オリーブ油や馬用の湿布薬を塗布した[7]。
- シビル・シーリーは当時18歳。ジョー・ロバーツは短期間だがピアノ配送の経験あり。
- エレノア・キートン（英語版）によると、元は本作と『キートンの船出（英語版）（別邦題：漂流）』は、若いカップルの冒険を描いた一本の映画として公開される予定であったという[7]。

## 評価
「バスター・キートンの『文化生活一週間』は他のスラップスティック・コメディ映画より可笑しい」（『ニューヨーク・タイムズ』紙、1920年10月25日）